# باول سمارت
باول سمارت (بالإنجليزية: Paul Smart)‏ هو متسابق يخت أمريكي، ولد في 13 يناير 1892 في يارموث ‏ في كندا، وتوفي في 22 يونيو 1979 في دارين في الولايات المتحدة.

## وصلات خارجية
- باول سمارت على موقع الاتحاد الدولي للملاحة الشراعية (موقع جديد) (الإنجليزية)
- باول سمارت على موقع الاتحاد الدولي للملاحة الشراعية (موقع قديم) (الإنجليزية)
- باول سمارت على موقع أوليمبيديا (الإنجليزية)